# Cratere Melanka
Melanka  è un cratere sulla superficie di Venere.